# Scambus tenebrosus
Scambus tenebrosus är en stekelart som beskrevs av Walley 1960. Scambus tenebrosus ingår i släktet Scambus och familjen brokparasitsteklar. Inga underarter finns listade i Catalogue of Life.